# Jean-Pierre Rhyner
Jean-Pierre Rhyner est un joueur de football suisso-péruvien né le 16 mars 1996 à Zurich (Suisse). Il joue au poste de défenseur central.

## Biographie

### Carrière en club
Né à Zurich d'un père suisse et d'une mère péruvienne, Jean-Pierre Rhyner grandit dans le quartier zurichois de Höngg (de). Il rejoint le mouvement junior des Grasshoppers en 2002. Il fait ses débuts en Super League avec son club formateur le 23 octobre 2016 (défaite 0-4 face au BSC Young Boys), plus d’un an après ses débuts officiels avec la première équipe lors d’un match de Coupe de Suisse. En 2017, il est prêté au FC Schaffhouse, club de 2e division. De retour au Grasshoppers, il est transféré au Cádiz CF en 2019.

### Carrière en équipe nationale
Rhyner joue en équipe de Suisse espoirs lors des qualifications à l'Euro espoirs 2019 (5 matchs disputés).

## Statistiques
| Saison                | Club                    | Championnat           | Championnat | Championnat | Coupe(s) nationale(s) | Coupe(s) nationale(s) | Compétition(s) continentale(s) | Compétition(s) continentale(s) | Compétition(s) continentale(s) | Total | Total |
| Saison                | Club                    | Division              | M.          | B.          | M.                    | B.                    | Comp.                          | M.                             | B.                             | M.    | B.    |
| 2014-2015             | Grasshoppers Zurich U21 | 1re ligue             | 20          | 0           | -                     | -                     | -                              | -                              | -                              | 20    | 0     |
| 2015-2016             | Grasshoppers Zurich U21 | 1re ligue             | 22          | 0           | -                     | -                     | -                              | -                              | -                              | 22    | 0     |
| 2016-2017             | Grasshoppers Zurich U21 | 1re ligue             | 6           | 0           | -                     | -                     | -                              | -                              | -                              | 6     | 0     |
| Sous-total            | Sous-total              | Sous-total            | 48          | 0           | -                     | -                     | -                              | -                              | -                              | 48    | 0     |
| 2015-2016             | Grasshoppers Zurich     | Super League          | -           | -           | 1                     | 0                     | -                              | -                              | -                              | 1     | 0     |
| 2016-2017             | Grasshoppers Zurich     | Super League          | 1           | 0           | 2                     | 0                     | C3                             | 1                              | 0                              | 4     | 0     |
| 2016-2017             | FC Schaffhouse (prêt)   | Challenge League      | 9           | 0           | -                     | -                     | -                              | -                              | -                              | 9     | 0     |
| 2017-2018             | FC Schaffhouse (prêt)   | Challenge League      | 17          | 2           | 1                     | 0                     | -                              | -                              | -                              | 18    | 2     |
| 2017-2018             | Grasshoppers Zurich     | Super League          | 14          | 1           | 1                     | 0                     | -                              | -                              | -                              | 15    | 1     |
| 2018-2019             | Grasshoppers Zurich     | Super League          | 20          | 1           | 2                     | 0                     | -                              | -                              | -                              | 22    | 1     |
| Sous-total            | Sous-total              | Sous-total            | 61          | 4           | 7                     | 0                     | -                              | 1                              | 0                              | 69    | 4     |
| 2019-2020             | Cadix CF                | LaLiga2               | 8           | 1           | 1                     | 0                     | -                              | -                              | -                              | 9     | 1     |
| 2020-2021             | FC Cartagena (prêt)     | LaLiga2               | 6           | 0           | 1                     | 0                     | -                              | -                              | -                              | 7     | 0     |
| 2020-2021             | FC Emmen (prêt)         | Eredivisie            | 2           | 0           | -                     | -                     | -                              | -                              | -                              | 2     | 0     |
| Sous-total            | Sous-total              | Sous-total            | 16          | 1           | 2                     | 0                     | -                              | -                              | -                              | 18    | 1     |
| 2021-2022             | Volos FC                | Superleague           | 15          | 2           | 2                     | 0                     | -                              | -                              | -                              | 17    | 2     |
| Sous-total            | Sous-total              | Sous-total            | 15          | 2           | 2                     | 0                     | -                              | -                              | -                              | 17    | 2     |
| 2022-2023             | FC Schaffhouse          | Challenge League      | 8           | 0           |                       |                       | -                              | -                              | -                              | 8     | 0     |
| Sous-total            | Sous-total              | Sous-total            | 8           | 0           |                       |                       | -                              | -                              | -                              | 8     | 0     |
| Total sur la carrière | Total sur la carrière   | Total sur la carrière | 148         | 7           | 11                    | 0                     | -                              | 1                              | 0                              | 160   | 7     |